# Bodil Koch
Bodil Koch, född Thastum 25 oktober 1903 i Köpenhamn, död 7 januari 1972, var en dansk politiker, som var kyrkominister och kulturminister. Hon representerade Socialdemokraterne. 
Bodil Koch var den tredje kvinnan någonsin till att bli minister i en dansk regering, de andra var Nina Bang och Fanny Jensen. Till skillnad från sina två föregångare har Koch innehaft fler än ett ministerämbete och har varit minister under flera mandatperioder under olika statsministrar. Hon var dessutom den första kvinnan att inneha både kyrkoministerämbetet och kulturministerämbetet i Danmark och i det förra fallet den första kvinnan i hela världen.

## Bakgrund
Bodil Koch föddes i Köpenhamn. Fadern, Janus Thastum (1876-1936), var direktör och modern Caroline Thastum, född Andersen (1877-1957), var hemmafru. Båda föräldrarna härstammade från Fyn. Koch hade också en äldre syster, Agnes Thastum. Efter studentexamen från Ingwersen og Ellbrechts Skole 1922 påbörjade hon studier i teologi vid Köpenhamns Universitet. Hon tog examen 1929 och gifte sig samma år med prästsonen Hans Harald Koch. Likt sin maka var han också teolog, men till skillnad från henne fortsatte han på den banan och blev professor i ämnet vid Köpenhamns universitet. Kvinnor kunde vid denna tid inte ordineras till präster i Danmark. Under 1930-talet fick paret komma fem barn; Paul (1930), Ejler (1933), Jens (1933), Dorte (gift Bennedsen, 1938) och Bodil (1941). Den sistnämnda dog ett år gammal.

## Som politiskt aktiv
Under Nazitysklands ockupation av Danmark gjorde sig Bodil Koch bemärkt för sitt civilkurage då hon år 1943 överlämnade en kvinnoprotest mot judeförföljelserna till den tyska riksfullmäktige, Werner Best. Hennes man hade fått gå i landsflykt efter att ha hållit föreläsningar om att göra passivt motstånd mot den tyska ockupationsmakten.
Bodil Koch var, tillsammans med åtta andra kvinnor, medstiftare till gräsrotsrörelsen och bildningsförbundet Folkevirke 1944. Denna rörelse hade som mål att utbilda och mobilisera kvinnor till att vara en del av och delta i det demokratiska samhället. Koch var bland annat redaktör för föreningens medlemstidning (1946-1950). Folkevirke kom att växa sig starkt, särskilt under de första åren efter andra världskriget, och banade vägen för Koch till maktens salar i det danska Folketinget. 1947 ställde hon upp i valet till Folketinget för Hernings valkrets och blev invald. Hon utmärkte sig som en färgstark och självständig politiker som stod för sina egna åsikter, inte sällan i konflikt med partilinjen: Hon var exempelvis emot att Danmark kom att ingå i atlantpakten, grundstenen för NATO. Hon ställde sig också emot att utländska styrkor skulle kunna stationeras på dansk mark under fredstid, samt Västtysklands medlemskap i Nato. Hon opponerade sig också starkt emot Vietnamkriget och upprustningen av kärnvapen bland världens stormakter. Hon ville se en debatt och dialog mellan västra- och östra Europa, vilket inte alltid var så uppskattat ens inom det egna partiet. Vidare var hon en stark motståndare av apartheid i Sydafrika.

## Minister
I september 1950 utsågs Bodil Koch till Danmarks nya kyrkominister, den första kvinnan att inneha ett sådant ämbete i hela världen. Utnämningen skedde i samband med att kvinnor i Danmark nu kunde ordineras till präster. Under denna period kom hon bara att inneha detta ämbete fram till oktober samma år, då den socialdemokratiska regeringen fick avgå till förmån för den av Erik Eriksen ledda borgerliga koalitionsregeringen mellan Venstre och Det Konservative Folkeparti. Efter valet 1953 återtog Socialdemokraterna regeringsmakten och Bodil Koch återinstallerades som landets kyrkominister. Den danska socialdemokratin hade vid denna tid ingen formulerad kyrkopolitik, vilket åtminstone i teorin gav Koch fria tyglar.
Som kyrkominister kom Koch att verka för en modernisering av den danska folkkyrkan (da: folkekirken). Det innebar bland annat att låta kvinnliga teologer få bli präster och tillsättandet av en kommission med uppdrag att utreda hur kyrkan skulle kunna bli "folkets märg och kraft". Utöver detta genomförde Koch en rad mindre reformer inom kyrkolagstiftningen. Hon kom även att utmärka sig som en försvarare av kyrkans rymlighet och förkunnelsefrihet. Hon lade dessutom grunden till den moderna uppfattningen att folkekirken skall vara utan politiskt inflytande.
År 1966 utsågs Koch till kulturminister. Hon blev inte en lika framträdande minister med den nya posten. Detta ämbete innehade hon fram till den socialdemokratiska regeringens förlust vid valet 1968, då en trepartiregering bestående av Radikale Venstre, Venstre och Konservative Folkeparti tog över makten.

### Källhänvisningar
1. ↑  gravsted.dk person-ID: bodilkoch, läst: 8 mars 2023.[källa från Wikidata]
2. ↑  Första fem i Danmark var Nina Bang 1924, Fanny Jensen 1947, Bodil Koch 1950, Helga Pedersen 1950 och Lis Groes 1953.
3. 1 2 3 4 5 6 7 8 9 10 11 12 13 14 15  Possing, Birgitte (2001). Dansk Kvindebiografisk Leksikon. Rosinante. ISBN 978-87-7357-487-4. http://www.kvinfo.dk/side/170/bio/573/
4. 1 2 3 4 5 6  ”Bodil Koch”. Gyldendal - Dansk Biografisk Leksikon. http://www.denstoredanske.dk/Dansk_Biografisk_Leksikon/Samfund,_jura_og_politik/Myndigheder_og_politisk_styre/Minister/Bodil_Koch?highlight=Bodil%20Koch. Läst 23 september 2011.
5. 1 2  Henrik Hoffmann-Hansen (9 oktober 2007). ”Kirkeministeren med den røde vision”. Kristeligt Dagblad. Arkiverad från originalet den 24 september 2012. https://web.archive.org/web/20120924142906/http://www.kristeligt-dagblad.dk/artikel/263814:Kultur--Kirkeministeren-med-den-roede-vision?all=1. Läst 25 april 2011.